# Innocenty (Jastriebow)
Innocenty, imię świeckie Ilja Iwanowicz Jastriebow (ur. 4 lipca?/16 lipca 1867 we Władimirowce, zm. 22 maja 1928 w Moskwie) – rosyjski biskup prawosławny.

## Życiorys
Był synem kapłana prawosławnego. Ukończył seminarium duchowne w Astrachaniu. Następnie podjął wyższe studia teologiczne w Kazańskiej Akademii Duchownej, ukończył je w 1892 z tytułem kandydata nauk teologicznych. Po uzyskaniu dyplomu został stypendystą profesorskim w katedrze języka kałmuckiego w Akademii. Od 1893 był jej kierownikiem, początkowo jako p.o. docenta, a następnie od 1902 jako docent. W 1898 obronił dysertację magisterską zatytułowaną "Arcybiskup kazański Włodzimierz i jego działalność misyjna". Wykładał w Akademii historię misji, etnografię plemion mongolskich i język kałmucki. Publikował w prasie cerkiewnej artykuły związane z tematyką misyjną. 7 czerwca 1902 złożył wieczyste śluby mnisze, przyjmując imię zakonne Innocenty. Dzień później został wyświęcony na hierodiakona, a 9 czerwca - na hieromnicha. W 1905 otrzymał godność archimandryty. Przetłumaczył na język kałmucki Biblię, podróżował na Syberię i do Kałmucji w celach misyjnych.
12 czerwca 1906 został nominowany na biskupa kaniowskiego, wikariusza eparchii kijowskiej. Chirotonię biskupią przyjął 29 czerwca 1906 w cerkwi Zwiastowania na terenie Ławry Pieczerskiej z rąk metropolity kijowskiego i halickiego Flawiana oraz biskupów czehryńskiego Platona i humańskiego Agapita. Obowiązki wikariusza eparchii kijowskiej łączył od 1910 do 1914 ze stanowiskiem rektora Kijowskiej Akademii Duchownej. Był także przewodniczącym kijowskiego oddziału Związku Narodu Rosyjskiego i honorowym przełożonym monasteru Zwiastowania w Kijowie. Wziął decydujący udział w przeniesieniu relikwii św. Eufrozyny Połockiej z Kijowa do Połocka w kwietniu 1910. Cztery lata później został mianowany ordynariuszem eparchii połockiej i witebskiej. Po roku zakończył sprawowanie urzędu, gdyż został skierowany do Moskwy w celu stałego uczestnictwa w pracach Świątobliwego Synodu Rządzącego i przewodniczącego Rady Misyjnej. Żył w Monasterze Dońskim na prawach przełożonego. W grudniu 1917 ponownie objął katedrę połocką, wybrany przez zjazd duchowieństwa i wiernych eparchii. Nie wrócił jednak do Połocka, lecz uczestniczył w pracach Soborze Lokalnym Rosyjskiego Kościoła Prawosławnego, na miejscu obowiązki ordynariusza wykonywał biskup Pantelejmon (Rożnowski). W 1918 zjazd duchowieństwa i wiernych ponownie wybrał biskupa Innocentego na ordynariusza eparchii połockiej. W 1920 został podniesiony do godności arcybiskupiej.
W czerwcu 1922 został aresztowany w czasie akcji konfiskaty kosztowności cerkiewnych. W więzieniu w Witebsku zachorował na dur rzekomy. Następnie był przetrzymywany w więzieniu w byłym Monasterze Chłopięcym w Twerze. W 1926 został zwolniony z więzienia z zakazem osiedlania się w sześciu największych miastach ZSRR. Zamieszkał w Kisłowodsku, nie miał jednak prawa prowadzenia działalności duszpasterskiej. W tym samym roku wrócił do Witebska i przez rok ponownie był ordynariuszem eparchii połockiej, po czym w 1927 został biskupem astrachańskim. Nie otrzymał zgody na zamieszkanie w Astrachaniu i osiadł w Stawropolu, zarządzając eparchią za pośrednictwem biskupa jenotajewskiego Stefana. Zmarł w 1928 w szpitalu w Moskwie i został pochowany na Cmentarzu Daniłowskim. Jego pogrzeb prowadził zastępca locum tenens Patriarchatu Moskiewskiego metropolita Sergiusz.